# Синяев, Денис Петрович
Дени́с Петро́вич Синя́ев (13 октября 1984, Курск, СССР) — российский футболист, полузащитник. Мастер спорта России.
Всю профессиональную карьеру провёл в курском «Авангарде», был капитаном команды.

## Карьера
Воспитанник курского футбола. Занимался в ДЮСШ «Курскрезинотехника». Первым тренером был Сергей Викторович Вялых. Всю профессиональную карьеру выступал за курский «Авангард», с которым первый контракт подписал в 2003 году. С 2005 по 2007 год, а также в 2010 году выступал с командой в Первом дивизионе, где провел 121 встречу. С 2017 года вновь играл в Первом дивизионе (ФНЛ). В 2004, 2008 и 2012 годах становился серебряным призёром зоны «Центр» Второго дивизиона. В 2009 и 2017 годах становился её победителем. Зимой 2011 года находился на просмотре в московском «Торпедо», но не подошёл клубу. C сезона 2011/2012 являлся капитаном «Авангарда».
Первый в новейшей истории «Авангарда» футболист, поразивший ворота команды, представляющей премьер-лигу. Он забил гол в ворота пермского «Амкара» в матче 1/16 финала Кубка России 2009/2010.
В сезоне 2015/2016 стал лучшим бомбардиром клуба, забив 8 голов (3 с пенальти) в зоне «Центр».
29 октября 2017 года провёл свою 400 игру в составе «Авангарда». В матче 20-го тура ФНЛ против «Тамбова» (1:0) вышел на замену на 82 минуте и в самой концовке матча забил победный мяч.
По окончании сезона 2021/2022 завершил карьеру.

## Достижения
- Серебряный призёр зоны «Центр» Второго дивизиона (3): 2004, 2008, 2011/2012
- Победитель зоны «Центр» Второго дивизиона/Первенства ПФЛ (2): 2009, 2016/2017
- Финалист Кубка России (1): 2017/2018

## Статистика
| Клуб             | Сезон            | Турнир           | Чемпионат России | Чемпионат России | Кубок России | Кубок России | Всего | Всего |
| Клуб             | Сезон            | Турнир           | Матчи            | Голы             | Матчи        | Голы         | Матчи | Голы  |
| ---------------- | ---------------- | ---------------- | ---------------- | ---------------- | ------------ | ------------ | ----- | ----- |
| Авангард         | 2003             | Второй дивизион  | 28               | 1                | 0            | 0            | 28    | 1     |
| Авангард         | 2004             | Второй дивизион  | 26               | 2                | 2            | 0            | 28    | 2     |
| Авангард         | 2005             | Первый дивизион  | 18               | 1                | 1            | 0            | 19    | 1     |
| Авангард         | 2006             | Первый дивизион  | 31               | 5                | 1            | 0            | 32    | 5     |
| Авангард         | 2007             | Первый дивизион  | 38               | 3                | 2            | 0            | 40    | 3     |
| Авангард         | 2008             | Второй дивизион  | 34               | 5                | 4            | 0            | 38    | 5     |
| Авангард         | 2009             | Второй дивизион  | 28               | 3                | 4            | 1            | 32    | 4     |
| Авангард         | 2010             | Первый дивизион  | 34               | 2                | 2            | 0            | 36    | 2     |
| Авангард         | 2011/2012        | Второй дивизион  | 37               | 3                | 2            | 0            | 39    | 3     |
| Авангард         | 2012/2013        | Второй дивизион  | 26               | 1                | 1            | 0            | 27    | 1     |
| Авангард         | 2013/2014        | Второй дивизион  | 22               | 2                | 2            | 0            | 24    | 2     |
| Авангард         | 2014/2015        | Второй дивизион  | 14               | 2                | 1            | 0            | 15    | 2     |
| Авангард         | 2015/2016        | Второй дивизион  | 25               | 8                | 2            | 0            | 27    | 8     |
| Авангард         | 2016/2017        | Второй дивизион  | 22               | 7                | 1            | 0            | 23    | 7     |
| Авангард         | 2017/2018        | Первый дивизион  | 21               | 2                | 2            | 0            | 21    | 2     |
| Авангард         | Итого            | Итого            | 404              | 47               | 27           | 1            | 431   | 48    |
| Всего за карьеру | Всего за карьеру | Всего за карьеру | 404              | 47               | 27           | 1            | 431   | 48    |